# Прайс, Джилл
Джилл Прайс (англ. Jill Price, урожденная Rosenberg; род. 1965) — американская женщина, обладающая редкой способностью памяти, известной как гипертимезия.

## Биография
Джилл Розенберг родилась 30 декабря 1965 года в Нью-Йорке.
Она была первым пациентом с диагнозом «гипертимезия», которая весной в 2000 году обратилась к доктору Джеймсу Макгоу с электронным письмом, рассказывающим о её способности помнить каждый день своей жизни, начиная с 11-летнего возраста. Послание Джилл Прайс гласило:
Я сижу, пытаясь разобраться с чего начать, как объяснить причину моего письма… Я лишь надеюсь, что вы сможете мне как-нибудь помочь. Сейчас мне 34 года, с 11 лет у меня появилась необыкновенная способность вспоминать своё прошлое… Я могу выбрать любую дату начиная с 1976 г. и подробно рассказать, какой это был день, что я тогда делала, что произошло важного. При этом я не смотрю на календарь и не читаю журналов 24-летней давности.
Её способности первоначально были исследованы группой учёных в Калифорнийском университете в Ирвайне, в которую вошли Элизабет Паркер, Ларри Кэхилл и Джеймс Макгоу. Первый отчёт об исследовании её мозга был опубликован в 2006 году. В 2008 году она стала соавтором книги The Woman Who Can’t Forget, рассказывающей о способностях её памяти.
С тех пор, благодаря возросшему интересу к исследованиям в этой области, гипертимезия была подтверждена ещё у порядка 20 человек.
В настоящее время Джилл Прайс живёт недалеко от Голливуда, работает в еврейской религиозной школе. В сентябре 2012 года она дала интервью для британского телевизионного канала Channel 4, в котором рассказала, как непросто жить человеку с таким свойством памяти.